# Боз Гурд
Боз Гурд (Серый Волк) (азерб. Boz Qurd, каз. Бoз Құрт, тур. Boz Kurt) — миф, который существует у тюрков с древних времён. О магической силе волчьей кожи говорится в древних письменных источниках (в трудах Казлы Тимофея в V веке, Наджиба Хамадани в X веке):

«Если из волчьей кожи сделать барабан и играть на нем, все остальные барабаны лопнут. Если волчью кожу натянуть на лук и дернуть тетиву, то натянутая тетива всех других луков порвется».

Опираясь на миф, тюркские воины во время атаки имитировали волчий вой, который приводил врага в ужас и замешательство, что способствовало быстрой победе. Вопреки распространённому заблуждению, тюрки никогда не пользовались кожей убитого волка, так как это означало нарушение табу. Тимофей и Наджиб Хамадани придавали сакральность барабану шаманов и луку, изготовленных из волчьей кожи, основываясь лишь на верованиях огузов, выступавших в поход в сопровождении именно «Боз Гурда» (Серого Волка).
Одна из версий происхождения названия башкирского народа звучит так: башкорт — «вожак волков». Кроме того буре (волк) один из башкирских родов.
Волку посвящено большое количество азербайджанских мифов. Существуют мифы, представляющие волка в образе солнца и его лучей. Истоки этих представлений лежат в эпическом памятнике «Огуз-Наме». В мифе «Сын волка» рассказывается о мальчике, которого вскормила волчица, что придало юноше большую силу, превратив его в защитника своего народа. В другом мифе «Волк-спаситель» священный волк спасает тюрков, показав им путь к спасению.

## Культ волка
Азербайджанцы и сейчас верят, что волк может принести как зло, так и добро. В некоторых поговорках из «Китаби-Деде Коркут»: «Видеть волка к добру» и веровании: «Повстречавшего волка ожидает успех, а чёрную кошку — неприятности». Двойственное отношение наблюдается и в отношении барана. Тотемность же волка в одном из суждений В. Габиб-оглы о том, что «В Азербайджане поклонение волку, как тотему, имело широкое распространение» немного спорна. Ни один из примеров, приведённых им из произведений и фольклора азербайджанских, тюркских и среднеазиатских исследователей, этот факт не подтверждает, так как в азербайджанской фольклорной эпической традиции прямое указание на то, что волк выполнял функцию создателя рода, отсутствует. Здесь волк выполняет функцию проводника, путеводителя. Волк — вожак, спасший тюркский род от опасности уничтожения и выведший его из безводных пустынь к плодородным землям.
В мифах и легендах азербайджанцев отношение к волку двойственно. Люди-оборотни в виде волка жестоки и кровожадны. Согласно старому поверью:

«Если вечером женщина выйдет во двор с непокрытой головой, то может превратиться в Волчицу — Залху. Залха имела особое платье. По ночам она надевала его и отправлялась охотиться на людей. По возвращении, сняв платье, вновь превращалась в человека»

В заклинаниях же волк — средство разлуки, раздора. Существует поверье:

«Если волчьим жиром смазать одежду жены, муж рассорится с нею, возненавидит её и разведется, и, наоборот, если им смазать одежду мужа, то его возненавидит и захочет развестись жена»

Волк также упоминается и в пословицах:

«При опухоли груди кормящей матери следует трижды ударить по груди волчьей лапой, и опухоль рассосётся»

«Если искупать бесплодную женщину в воде, куда брошены змеиная кожа и череп волка, она может родить»

Одним словом, волк живёт в народной памяти в форме тотема и антитотема. В пословицах и поговорках это двоякое соотношение заметно наиболее хорошо:
О доброте волка
Транскрипция азербайджанского текста:
Гурд гурда арха чевирмәз.
Гурд эти гурда харамдыр.
Гурд урейи йейиб!
Гурддан гурд торейер.
Гурд гаранлыг север.
Гурд узу мубарекдир.
Подстрочный перевод:
Волк не повернётся спиной к волку.
Волчье мясо волку не впрок.
Он съел волчье сердце!
Волк порождает волка.
Волк любит темноту.
Волк приносит удачу.
О злости волка
Транскрипция азербайджанского текста:
Гурд думанлы йер ахтарар.
Гурда гойун тапшырмаг олмаз
Гурда сән тикмек ойрет, йыртмаг анасынын пешесидир.
Гурду евде сахламагла ев хәйваны олмаз.
Гурдун узу аг олсайды, гундуз чоле чыхарды.
Подстрочный перевод:
Волк ищет туманное место.
Волку нельзя поручать овцу.
Научи волка шить, а разорвать — ремесло его матери (разорвать он и сам сумеет).
Если волка держать дома, он не станет домашним
Если бы волк был честен, появлялся бы днём в открытую.
Однако в некоторых мифических поверьях и легендах волк представлен и как злая сила. Так, существует легенда:

«На Ханском холме жила женщина по имени Шарабану. Однажды ночью Шарабану, согрев воду, купалась во дворе. А между тем, выходить женщине ночью во двор нельзя, обязательно произойдет беда. Когда Шарабану купалась, что-то промелькнуло, и она в страхе забежала домой. Не успела добежать до дверей, как на голову ей упала волчья шкура. Женщина превратилась в голодную волчицу и вышла в город на охоту. Не найдя ничего, вернулась домой. Муж и дети спали. Тогда она откусила и съела пальчик у самого маленького ребенка, и ощутила его сладость. Вышла вновь, обошла семь сел, ничего не найдя, вернулась и съела младенца. Наутро муж, проснувшись, увидел, что младенец съеден, а рот жены в крови. Он догадался, в чём дело. Вывел жену во двор под дерево и начал избивать. Шарабану успела вырваться и убежать. Народ стал называть её Волчицей Шарабану. По ночам она обходила деревни и, похитив несколько детей, поедала их. Появилась она и в нашем селе. Было лето. Семья дяди спала на крыше. Когда волчица похитила моего двоюродного брата, его мать проснулась и вступила с ней в драку. На шум сбежались домашние, соседи. Шарабану убежала, успев, однако вырвать щеку дядиного сына, из-за чего у него на лице образовался рубец. Все бросились ей вдогонку, но тщетно, её и на лошади было не догнать. Волчица Шарабану обошла семь сёл, вернулась в город, заночевала в развалинах. Иногда появлялась она и в своем доме, но из-за страха перед мужем, в дом не входила. Однажды люди выследили Шарабану, увидели, что она сняла волчью шкуру, спрятала между камнями. Тайком они взяли волчье платье. Шарабану тотчас прознала про это, начала плакать, умолять, грозить, чтобы ей вернули платье. Однако люди бросили его в огонь. Шарабану потеряла сознание, затем пришла в себя. С тех пор она перестала быть волчицей и поедать детей»

Некоторые учёные «находят» в азербайджанской мифологии мотивы, возводящие волка до уровня божества, учитывая увлечение подростков движением «Бозкурт» («Серые волки») в Турции.

## Упоминания о волке в «Китаби-Деде Коркут»
В «Китаби-Деде Коркут» волк упоминается как положительный герой.
В XI главе эпоса Казан хан указывает на то, что его древние предки считали волка своим тотемом.
Транскрипция тюрко-азербайджанского текста:

«Эзвай гурд энуги еркегинде бир кокум вар»

Подстрочный перевод:

«Я из рода волка, не знающего страха»

И во II главе этого огузского эпоса отражается большая любовь и уважение к волку.
Транскрипция азербайджанского текста:

«Гара башым гурбан олсун, гурдым, сана»

Подстрочный перевод:

«Да будет твоей жертвой моя чёрная голова, о Волк мой»